# DSB EB
Die Baureihe EB sind Elektrolokomotiven der dänischen Staatsbahnen Danske Statsbaner.
Die Lokomotiven basieren auf dem Typ Vectron von Siemens.

## Geschichte
Am 13. März 2018 teilte DSB mit, dass bei Siemens 26 Elektrolokomotiven des Typs Vectron bestellt wurden. Dazu wurde eine Option auf den Kauf von bis zu 18 weiteren Lokomotiven dieses Typs vereinbart. 2019 und 2020 wurden Optionen für jeweils acht weitere Exemplare eingelöst.
Vorausgegangen war am 23. August 2016 die Entscheidung, 26 neue Elektrolokomotiven zu beschaffen, die hauptsächlich für die Doppelstockzüge und den Regionalverkehr auf Seeland zum Einsatz kommen sollen. Sie sollen zudem die Diesellokomotiven der Baureihe ME auf den bis zum Lieferzeitpunkt elektrifizierten Strecken ersetzen, was sowohl der Umwelt als auch der Zuverlässigkeit zugutekommt. Die neuen Lokomotiven müssen aus einer bereits laufenden Serie stammen und damit im Einsatz erprobt sein.
Zu diesem Zeitpunkt war geplant, die Bestellung im Herbst 2016 zu platzieren, um die ersten Lokomotiven ab Anfang 2020 einsetzen zu können. DSB sollte die neuen Lokomotiven ohne staatliche Förderung erwerben.
DSB nannte in der Ausschreibung als Anforderungen:
- „Standard-Elektrolokomotive“, die sowohl auf dänischen als auch auf deutschen und schwedischen Strecken verwendet werden kann;
- Höchstgeschwindigkeit 200 km/h;
- Wendezugsteuerung für die vorhandenen Doppelstockzüge der DSB;
- Ausrüstung mit aktuellen und geplanten Sicherheits- und Zugbeeinflussungseinrichtungen in Dänemark, Schweden und Deutschland;
- Zulassung für den Verkehr in Dänemark und Deutschland.[4]

Der Auftrag ging an Siemens Mobility; die Lokomotiven werden in deren Werk München-Allach hergestellt. Die dänische Verkehrsaufsichtsbehörde Trafik-, Bygge- og Boligstyrelsen hat den Betrieb der Lokomotiven für Dänemark am 15. September 2020 genehmigt. Die ersten drei Lokomotiven wurden im September 2020 an die DSB für die Erprobungsphase abgeliefert, weitere zwei wurden am 13. Dezember 2020 nach Dänemark überführt. Die EB 3206–3208 folgten am 24. Januar 2021. Bis Juni 2021 trafen die Lokomotiven 3209–3224 ein, die 3225 und 3226 kamen im Juli und die 3235–3240 zwischen August und Oktober 2021 in Dänemark an.

## Einsatz
Die neuen Lokomotiven werden seit 2021 vor allem im Regionalverkehr auf Seeland mit den 113 Doppelstockwagen der DSB eingesetzt. Zum Jahresende 2022 wurde die Typzulassung für Deutschland – Dänemark – Österreich (DE-DK-AT) erteilt, womit ein grenzüberschreitender Einsatz nach Deutschland möglich ist. Seit 2023 werden die Lokomotiven mit deutschen IC-Wagen als EuroCity auf der Verbindung Kopenhagen–Hamburg eingesetzt.
Ab 2024 sollen die Lokomotiven in Sandwich-Traktion mit neuen Wagengarnituren der Reihe DSB EC zwischen Kopenhagen und Hamburg verkehren.

## Sonstiges
Siemens übernahm die Gesamtverantwortung für die Instandhaltung für zehn Jahre ab Lieferung mit einer zusätzlichen Option für weitere fünf Jahre.